# Simon Kim Jong-Gang
Simon Kim Jong-Gang (ur. 2 stycznia 1965) – koreański duchowny katolicki, biskup diecezjalny Cheongju od 2022.

## Życiorys

### Prezbiterat
Święcenia kapłańskie przyjął 28 czerwca 1996 i został inkardynowany do diecezji Cheongju. Był m.in. wicerektorem Papieskiego Kolegium św. Pawła w Rzymie, diecezjalnym duszpasterzem młodzieży, wykładowcą katolickiego uniweersytetu w Daejeon oraz dyrektorem administracyjnym przy koreańskiej Konferencji Episkopatu.

### Episkopat
19 marca 2022 papież Franciszek mianował go biskupem diecezjalnym Cheongju. Sakry udzielił mu 2 maja 2022 biskup Gabriel Chang Bong-hun.